# Max Onno
Max Onno (8 de junio de 1903 - ?) fue un botánico austríaco de origen nipón; ocupándose extensamente en la familia Asteraceae, y desempeñándose en el "Instituto de Botánica, de la Universidad de Viena.

## Algunas publicaciones

### Libros
- 1954. Vergleichende Studien über die natürliche Waldvegetation Österreichs und der Schweiz

- 1948. Grundlagen für eine Steigerung des Waldertrages durch Züchtung: Versuchsobjekt Weißföhre (Pinus silvestris). Vol. 45 de Mitteilungen der Forstlichen Bundes-Versuch. Mariabrunn. Con Wolfgang Wettstein, Josef Glatz, Rudolf Scheuble. Editor Österreich. Staatsdr. 212 pp.

- 1941. Vegetationsreste und ursprüngliche Pflanzendecke des westlichen Wiener Stadtgebietes. 75 pp.

- 1938. Daucus gingidium L. et D. Carota L. Ed. Paul Lechevalier, 14 pp.

- 1932. Geographisch-morphologische Studien über Aster alpinus L.: con 6 vols., 6 Kt. u. 5 Textabb. Bibliotheca botanica 106. Editor Schweizerbart, 83 pp.
- La abreviatura «Onno» se emplea para indicar a Max Onno como autoridad en la descripción y clasificación científica de los vegetales.[2]